# Cassio M'boy
Cassio da Rocha Matos, mais conhecido como Cassio M'boy (Mineiros do Tietê, 12 de outubro de 1903 — São Paulo, 18 de janeiro de 1986), foi um pintor, escultor e decorador brasileiro.
Cássio M'boy é considerado um dos precursores do movimento Art Déco no Brasil na década de 1930. A partir dos anos 1940, dedica-se à temática do folclore brasileiro e caipira. Teve uma atuação artística diversificada, contando com a produção de esculturas, telas à óleo, mobiliário e tapeçarias.

## Biografia
Nascido no interior do Estado de São Paulo, em meados da década de 1910 mudou-se para a capital com o intuito de dedicar-se ao aprendizado das artes plásticas. Trabalhou como entregador de pacotes, pintor de cartazes para anúncios de bondes e desenhista de estamparias para uma fábrica de sedas.
Sua primeira formação artística em São Paulo realizou-se nas aulas do pintor alemão Georg Elpons (1865-1939), seguida de uma temporada de estudos na Escola Nacional de Belas-Artes, no Rio de Janeiro.

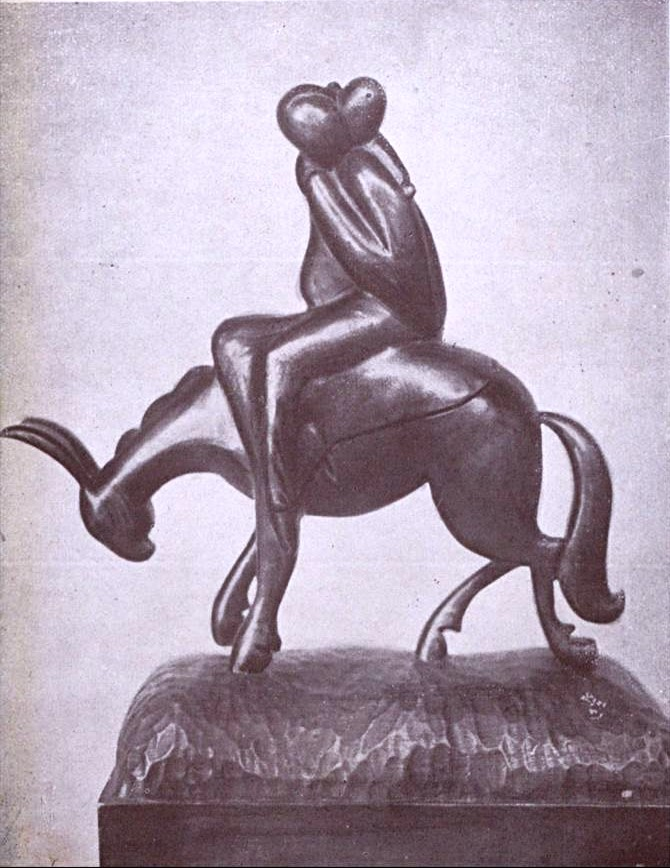
Escultura "A fuga para o Egito", premiada na Exposição Internacional de Paris em 1937.

Em 1920, fixou-se em uma chácara na área rural da vila de M'boy, atualmente município de Embu das Artes, onde começou a produzir santos de madeira. 
Na década de 1930, começou a trabalhar em esculturas em madeira com inspiração art-déco e painéis decorativos em feltro. No período, envolveu-se também com artistas modernistas, o que o levou a atuar como decorador, desenvolvendo mobiliário e tapeçarias para imóveis na capital paulista. Associa-se ao grupo Clube de Artistas Modernos, coordenado por Flavio de Carvalho e mais tarde dissolvido pela polícia de costumes por obras de teor comunista.
Em 1937, uma de suas esculturas, "A Fuga para o Egyto", é selecionada para a Exposição Internacional de Artes e Técnicas de Paris, ganhando a medalha de ouro.
A partir da década de 1940 dedica-se à temática folclórica brasileira e à pintura, ilustrando figuras da crença popular como o saci e a Mãe de Ouro. Isso levou a sua obra a ser classificada como arte primitiva ou mesmo naif.
Foi um dos precursores do desenvolvimento das artes plásticas no atual município de Embu das Artes, sendo mestre de diversos artistas como Tadakiyo Sakai. A cidade abriga uma de suas esculturas de santos, esculpida em meados da década de 1920, na Capela de São Lázaro.
Cassio M'boy participou de diversas exposições durante a vida, tanto no Brasil quanto no exterior:
| Exposição                               | Ano  | Local          | Tipo       |
| --------------------------------------- | ---- | -------------- | ---------- |
| Exposição Internacional de Paris        | 1937 | Paris          | Coletiva   |
| Salão de Maio                           | 1938 | São Paulo      | Coletiva   |
| Salão de Tóquio                         | 1950 | Japão          | Coletiva   |
| Museu de Arte de São Paulo (MASP)       | 1951 | São Paulo      | Individual |
| 26ª Bienal de Veneza                    | 1952 | Itália         | Coletiva   |
| Museu de Arte Moderna do Rio de Janeiro | 1961 | Rio de Janeiro | Individual |
| Paço das Artes                          | 1970 | São Paulo      | Individual |
| Museu de Arte Moderna de São Paulo      | 1998 | São Paulo      | Coletiva   |
| Museu de Arte Moderna do Rio de Janeiro | 1999 | Rio de Janeiro | Coletiva   |
| Pinacoteca do Estado de São Paulo       | 2008 | São Paulo      |            |

Em meados dos anos 1960, voltou a viver na cidade de São Paulo, falecendo aos 82 anos em 1986.

## Ligações Externas
- Cassio M"boy em companhia de Anita Malfatti, Tarsila do Amaral e Pietro Maria Bardi
- Perfil dedicado à obra de Cassio M'Boy no Instagram